# Бізнес (журнал)
«Бізнес» — діловий тижневик, діловий журнал в Україні. За накладом і обсягами реклами найбільший діловий журнал України. Виходить щопонеділка. Головний редактор — Володимир Полевий.

## Історія видання

### 1992—1994
Газета видається в Києві з листопада 1992 року. Ідея видання ділового тижневика належала Сергію Мельнічуку.
Девізом видання стала фраза рос. «Читай! Думай! Делай!».
Перші два роки існування «Бізнес» був практично збірником прайсів — листком безкоштовної інформації про купівлю і продаж. Керував виданням безпосередньо Сергій Мельнічук.

### 1994—1998
У 1994 році Мельнічук приймає рішення модернізувати «Бизнес», робити його як повноцінну ділову газету, яка подає економічні новини і аналітичні матеріали. Того ж року головним редактором газети став Костянтин Донін.
Мельнічук спробував розширити діяльність на регіони, зокрема почав видавати три регіональні газети: «Бизнес-Донбасс», «Бизнес-Харьков» і «Бизнес-Крым». Всі видання російською мовою.
Протягом 1994—1995 років газета бурхливо розвивалась.
З 1996 року журнал починає виходити з кольоровою обкладинкою — реклама на ній продавалась набагато дорожче ніж на звичних, чорно-білих сторінках.
У 1996 році рентабельність видання досягла 300 %, а місячні рекламні надходження $1,5 млн.
Разом з ростом виникали і кризові ситуації. У 1996—1997 роках група журналістів «Бизнеса» перейшла на роботу в газету «Деловая неделя». Остання позиціонувалась видавцями як конкурент «Бизнеса» і прагнула зайняти місце лідера на ринку української ділової преси.
Проте фінансова криза 1998 року поховала видання.
В липні 1997 року через конфлікт з Мельнічуком звільнилися перший заступник головного редактора «Бизнеса» Гліб Корнілов та його дружина, редактор відділу «Фінанси» Інна Ковтун.

### 1998—2002
У лютому 1998 року випусковим редактором «Бизнеса» був призначений Олександр Крамаранко, який до того очолював відділ «Компанії та ринки».
Фінансова криза 1998 року вкрай боляче вдарила по українському ринку ділових ЗМІ. Проте лідерські позиції «Бизнеса» дозволили виданню порівняно безболісно пережити кризу. Наслідки кризи було подолано до 2000 року.

### 2003— дотепер
З 2003 року «Бізнес» змінює концепцію видання і починає виходити кольоровим друком. В 2016 році журнал БІЗНЕС змінює логотип та оновлює сайт [Архівовано 18 травня 2020 у Wayback Machine.].

### БІЗНЕС 100
Восени 2017 року Володимир Чеповий, Олексій Чуєв, Віталій Антонов (OKKO Group) та Олена Кошарна (Horizon Capital) ініціювали процес викупу журналу «Бізнес» спільно зі 100 співінвесторами, що підтримують молодих підприємців та реалізують соціальні проєкти в Україні.
Чинні учасники проєкту Бізнес 100: Віталий Антонов (OKKO Group), Олена Кошарна (Horizon Capital), Віктор Іванчик (Астарта), Володимир Цой (Інтертоп), Олександр Громико (Saturn), Олександр Кардаков (Октава Капітал), Ігор Ліскі (Ефективні Інвестиції), Сергій Цюпко (Київський Ювелірний Завод), Віталій Ільченко (Ukravit), Юрій Косюк (Миронівський хлібопродукт), Сергій Тігіпко (TAS Group), Денис Парамонов (SMK Group), Сергій Позняк (FGK Finance), Олег Лиховид (Національний Резерв), Олександр Караван (BRAIN), Юрій Кірілов, Тетяна Печаєва (Лекхім), Радислав Ткаченко (ГК "Надія), Андрій Душейко (ГК «Дніпро»), Василь Ябрик (Яблогруп).
Шеф-редактор
Володимир Чеповий
Головні редактори:
- 1992—1994 рр. — Сергій Мельнічук
- 1994—2002 рр. — Костянтин Донін
- 2002—2003 рр. — Ігор Власюк
- 2003—2005 рр. — Ігор Каневський
- 2006—2008 рр. — Сергій Кобишев[7][8]
- 13.02.2008-26.09.2014 рр. — Ігор Сергєєв[9]
- З квітня 2016 року — В'ячеслав Мироненко
- З квітня 2018 року — Володимир Полевий.